# Gwent: The Witcher Card Game
Gwent: The Witcher Card Game (en polaco: Gwint: Wiedźmińska Gra Karciana) es un videojuego de cartas coleccionables digital gratuito desarrollado y publicado por CD Projekt para Microsoft Windows, PlayStation 4 y Xbox One. El juego se deriva del juego de cartas del mismo nombre presentado en las novelas de Andrzej Sapkowski, The Witcher y jugable en el videojuego The Witcher 3: Wild Hunt. Incluye el juego multiplataforma entre las versiones de PC y consola, aunque no se admite el juego multiplataforma entre las versiones de PlayStation 4 y Xbox One.  El juego en sí es llamado Gwynt en su versión traducida al español.
Una versión beta cerrada se lanzó en octubre de 2016 para Windows y Xbox One, con la versión beta pública lanzada en mayo de 2017. Su lanzamiento oficial se produjo el 23 de octubre de 2018 en Windows y el 4 de diciembre del mismo año en PlayStation 4 y Xbox One.

## Jugabilidad
Gwent es un juego de cartas por turnos entre dos jugadores, donde cada partida tiene tres rondas (en caso de empate ambos jugadores ganan la ronda). Cada jugador debe jugar una carta por turno desde un mazo conformado por veinticinco cartas como mínimo y con un costo de reclutamiento que puede variar dependiendo de la “facción” que el jugador elija (generalmente no más de 167). Existen dos tipos de cartas dentro del título, las de oro y bronce; las cartas de oro generalmente tienen habilidades más poderosas que las de bronce. Los mazos pueden contener un máximo de dos copias de una misma carta de bronce y una sola copia de una carta de oro. Cada mazo pertenece a una “facción” que ofrece diferentes estilos de juego. Cada facción tiene diferentes "líderes", que funcionan como cartas de oro con sus habilidades propias, los cuales se pueden jugar en cualquier momento de la partida, ya que sus habilidades pueden ser activadas en un mismo turno. Como Gwent no utiliza un sistema de maná o costo al tener que jugar cada carta como la mayoría de los CCG tradicionales, el jugador no tiene que estar pensando constantemente en si puede o no jugar una determinada carta. El poder más alto y las habilidades de las cartas es a menudo lo que gana el juego.
El objetivo es ganar dos rondas jugando cartas para ganar puntos llamados "poder" en el tablero, el “poder” de cada carta que se juegue se suma hasta que uno de los jugadores gana la ronda al tener más puntos de “poder” que su oponente. Las rondas finalizan cuando ambos jugadores pasan su turno o cuando ambos jugadores se quedan sin cartas; en ese momento el que haya acumulado más puntos de “poder” gana la ronda.
Los premios por ganar partidas se resumen en; retazos o minerales. Los retazos se pueden utilizar para fabricar cartas en el “Constructor de Mazo”, los minerales se pueden utilizar tanto para comprar barriles de cartas en la tienda como para pagar una participación en el modo de juego “Arena”, así como para adquirir los aspectos "Premium" o animados de las cartas.
Los jugadores pueden conseguir cartas tanto creándolas con retazos como comprando barriles de cartas con minerales o mediante microtransacciones; en este momento en la tienda del juego se pueden encontrar barriles del juego base y barriles de la última expansión “Crimson Curse” (aunque cada cierto tiempo pueden aparecer barriles premium por tiempo limitado); cada barril contiene cinco cartas, cuatro de ellas tienen una rareza “común” y se puede elegir la quinta carta (de entre tres) que será mínimo “rara”. Las versiones premium de las cartas pueden crearse con “polvo meteorítico”, un recurso que se puede conseguir comprándolo con dinero real en la tienda o desbloqueándolo en el “Libro de Recompensas”, aun así cabe aclarar que las cartas premium no tienen ventaja alguna sobre las demás cartas, son simplemente variaciones animadas de las cartas.
Gwent incluye además un apartado de desafíos diarios, de los cuales solo pueden estar activos 3 al mismo tiempo, con la posibilidad de cambiar uno de estos desafíos por día; otorgando a los jugadores que los cumplan una cantidad determinada de minerales. Por otro lado también incluye logros que se pueden ver desde el menú de opciones, los cuales al completarlos le otorgan al jugador “Puntos de Recompensa”, un recurso muy preciado que se utiliza para desbloquear cartas, recursos o adornos desde el “Libro de Recompensas”.
El juego presenta varios modos de juego; el modo de juego “Clásico” que permite a los jugadores desafiarse entre sí de forma clasificatoria o no (la opción “progresión clasificatoria” puede activarse y desactivarse), el modo de juego “Entrenamiento” para los que están iniciando y el modo de juego “De Temporada” el cual otorga nuevas experiencias al jugar partidas, añade diversas dificultades, las cuales cambian según la temporada actual. Al jugar de forma clasificatoria, los jugadores suben de nivel al ganar “experiencia” por partida y avanzan de rango al ganar partidas, el avanzar de rango recompensa a los jugadores con nuevos “avatares” para sus perfiles dentro del juego y si completan el desafío ganando 6 rondas pueden recibir premios tales como nuevas cartas (este desafío se puede completar una vez por día). 

### Modo Arena
El 13 de febrero de 2018, el modo Arena fue anunciado mediante una transmisión en vivo. Siendo lanzado el 27 de febrero del mismo año. Este modo es de tipo Draft, donde los jugadores ingresan a la Arena pagando una “participación” que cuesta 150 minerales o $1.99 y deben construir un mazo basando sus elecciones en una serie de cartas aleatorias que se les muestra. El jugador elegirá una de las cuatro cartas que se muestran al azar hasta que se cree un mazo de veinticinco cartas. Las cartas que se muestran serán de un conjunto de todas las cartas qué estén disponibles en el juego, lo que significa que los mazos pueden contener cartas de todas las facciones. No hay límite en cuanto a la cantidad de copias de cartas doradas o de bronce que pueden estar en el mazo.
El modo Arena se centra en el personaje de The Witcher 3, Gaunter O'Dimm, que te ofrece contratos en la Arena a cambio de recompensas. Los jugadores poseen tres vidas y pierden una vida cuando pierden una partida. El recorrido de la arena terminará cuando un jugador se retire (rompiendo el contrato), cuando se pierdan las tres vidas o cuando se alcancen nueve victorias.

## Gwent: Rogue Mage
En 2022, se lanzó una expansión para un solo jugador de Gwent: The Witcher Card Game, que combina elementos de construcción de mazos y roguelike. La expansión contaba la historia de un joven mago llamado Alzur, que 100 años antes de los eventos que vemos en las aventuras de Geralt de Rivia, durante la Conjunción de las Esferas, se propuso crear un arma viviente para combatir a los monstruos que habían invadido el planeta.
Esta expansión de contenido se basó en la experiencia para un solo jugador, por lo que se concentró más en la narrativa, a la vez que añadió algunas nuevas mecánicas, como partidas de una sola ronda y una ligera desventaja para el jugador, al no poder reaccionar a la carta final del oponente controlado por la inteligencia artificial.
Gwent: Rogue Mage recibió críticas mixtas, según el Agregador de reseñas Metacritic.

## Formato Físico
A pesar de no existir un formato físico de Gwent como juego individual, en mayo del año 2015, la compañía polaca CD Projekt en colaboración con Microsoft, lanzó lo que había prometido en el año 2014; dos mazos de cartas en formato físico del minijuego Gwent perteneciente a The Witcher 3: Wild Hunt junto con la edición coleccionista del juego para Xbox One, siendo estos mazos; Reinos del Norte e Imperio Nilfgaardiano. Este minijuego fue la base para crear Gwent como juego individual, compartiendo sus mecánicas principales y el arte en las cartas. Aunque diferenciándose en muchas otras áreas.
Más tarde ese mismo año, lanzaron a la venta un paquete que incluía dos nuevos mazos de cartas en formato físico y la demo 'Hearts of Stone', siendo esta la primera expansión de The Witcher 3: Wild Hunt para las plataformas de PC y PS4, siendo estos mazos; Monstruos y Scoia'tael. Aunque quienes ya contaban con el 'Expansion Pass', podían adquirirlos por separado sin la demo.
En este caso existieron dos formas de conseguir las cartas; comprando el paquete en tiendas minoristas por un valor de $19,99 o rellenando un formulario web y adjuntando una imagen como prueba de compra del 'Expansion Pass', seguido a esto se debía canjear un código recibido vía correo electrónico en la tienda web de CD Projekt RED, anteriormente conocida como 'WitcherStore' y proceder con la compra por un valor de $9,99.
Finalmente, a principios del año 2016, se anunciaron dos ediciones coleccionistas limitadas que incluían los cuatro mazos del año anterior para quienes adquirieran el juego base junto a una de sus expansiones; 'Hearts of Stone' o 'Blood and Wine', la segunda expansión de The Witcher 3: Wild Hunt. Pudiendo además comprar únicamente el 'Expansion Pass', el cual incluía ambas.
Tanto la edición coleccionista 'Hearts of Stone' como 'Blood and Wine' contenían Tokens o fichas de Gwent, una guía del minijuego y dos mazos de cartas cada una. En el caso de 'Hearts of Stone'; Monstruos y Scoia'tael. En el caso de 'Blood and Wine'; Reinos del Norte e Imperio Nilfgaardiano.
Ambas ediciones eran empaquetadas en cajas de color azul y rojo respectivamente, decoradas con arte del juego.
En esta ocasión solo existió una forma de conseguir las cartas, al igual que en el año anterior, fue a través de 'WitcherStore' luego de comprobada la compra de las expansiones o el 'Expansion Pass', por un valor de $9,99 por cada edición o $19,98 por ambas.
Como curiosidad, los mazos contaban con un total de 158 cartas; 46 cartas de Reinos del Norte, 41 cartas de Scoia'tael, 38 cartas de Monstruos y 33 cartas de Imperio Nilfgaardiano.
El stock de estos paquetes y ediciones coleccionistas fue limitado, por lo que hoy en día ya no se fabrican ni están a la venta de manera oficial.